# Antoon Honings
Antonius Gerardus Henricus Wilhelmus (Antoon) Honings (Helmond, 5 november 1944 – 15 mei 2024) was een Nederlands voetbalkeeper die tijdens zijn profloopbaan uitkwam voor Helmond Sport en FC VVV.
Honings werd geboren als tweede kind en oudste zoon van Leonardus Hendricus Christianus Honings (1918-1988) en Gerarda Gutjens (1921-2002). Hij werd genoemd naar zijn grootvader Antonius (Toon) Honings (1893-1966).
Antoon Honings was bij Helmond Sport jarenlang vaste keus onder de lat. Na tien jaar trouwe dienst bij de eerstedivisionist dreigde hij in 1977 na het aantrekken van PSV-jeugdkeeper Pieter Willemse op het tweede plan te geraken. Honings weigerde vervolgens een nieuw contract te tekenen. De clubloze Helmonder sloot in november 1977 aan bij FC VVV dat kampte met een acuut keepersprobleem vanwege twee niet inzetbare doelverdedigers, de zieke eerste doelman Eddy Sobczak en de geblesseerde jeugdkeeper Tom Tullemans. Honings moest aanvankelijk genoegen nemen met een rol als derde keus achter Sobczak en reserve-doelman Jochen Vieten. In zijn tweede seizoen bij FC VVV werd hij tijdens de winterstop door trainer Hans Croon aangewezen als eerste doelman, omdat de in degradatienood verkerende Venlose club ontevreden was over de verrichtingen van Sobczak en Vieten. Zo maakte de 34-jarige Honings op 13 maart 1979 alsnog zijn debuut in de eredivisie, tijdens een uitwedstrijd bij FC Den Haag. Ook de daaropvolgende twee wedstrijden, tegen Go Ahead Eagles en PSV, werd het doel verdedigd door Honings. Alle drie de wedstrijden eindigden in een nederlaag en interim-coach Sef Vergoossen, tijdelijk opvolger van de inmiddels ontslagen Croon, gaf hierna de voorkeur aan Vieten. Na de degradatie uit de eredivisie in 1979 moest FC VVV flink bezuinigen. Honings kreeg geen nieuw contract meer.

## Profstatistieken
| Seizoen         | Club            | Land            | Competitie      | Wed. | Goals |
| --------------- | --------------- | --------------- | --------------- | ---- | ----- |
| 1967/68         | Helmond Sport   | Nederland       | Tweede divisie  | ??   | 0     |
| 1968/69         | Helmond Sport   | Nederland       | Eerste divisie  | 15   | 0     |
| 1969/70         | Helmond Sport   | Nederland       | Eerste divisie  | 13   | 0     |
| 1970/71         | Helmond Sport   | Nederland       | Eerste divisie  | 30   | 0     |
| 1971/72         | Helmond Sport   | Nederland       | Eerste divisie  | 13   | 0     |
| 1972/73         | Helmond Sport   | Nederland       | Eerste divisie  | 37   | 0     |
| 1973/74         | Helmond Sport   | Nederland       | Eerste divisie  | 38   | 0     |
| 1974/75         | Helmond Sport   | Nederland       | Eerste divisie  | 36   | 0     |
| 1975/76         | Helmond Sport   | Nederland       | Eerste divisie  | 27   | 0     |
| 1976/77         | Helmond Sport   | Nederland       | Eerste divisie  | 35   | 0     |
| 1977/78         | FC VVV          | Nederland       | Eredivisie      | 0    | 0     |
| 1978/79         | FC VVV          | Nederland       | Eredivisie      | 3    | 0     |
| Carrière totaal | Carrière totaal | Carrière totaal | Carrière totaal | ???  | 0     |